# Обикновена хвойна
Обикновената хвойна (Juniperus communis), наричана също синя хвойна, е вид иглолистно растение от семейство Кипарисови (Cupressaceae). То е най-разпространеният вид дървовидно растение в света. Среща се в Северното полукълбо от субарктическите области до планините на около 30° северна ширина в Северна Америка, Европа и Азия.

## Физически характеристики
Размерът на обикновената хвойна варира значително от разклонен близо до земята храст до дърво с височина 10 m. Листата ѝ са остри иглички, групирани в прешлени по три, зелени на цвят, с единична бяла ивица по вътрешната повърхност. Растението е двудомно, като мъжките и женските шишарки са разположени на различни растения, а опрашването се извършва от вятъра. Семенните шишарки наподобяват плодове. Първоначално те са зелени, като за 18 месеца узряват до пурпурно-черно с тънък син филм по повърхността. Формата им е сферична, диаметърът е 4-12 mm и обикновено имат три, по-рядко шест, слети една с друга люспи, всяка с по едно семе. Семената се разпространяват с изпражненията на птици, които ядат месестите шишарки. Мъжките шишарки са жълти, дълги 2-3 mm и окапват малко след като разпръснат полена си през март-април.

## Класификация
Както може да се очаква от широкото разпространение на обикновената хвойна, тя има много разновидности с няколко нива на подразделяне на вида. Разграничението между различните таксони все още е несигурно, като има разминавания между генетичните и морфологичните данни.
- Juniperus communis subsp. communis – Обикновена хвойна. Обикновено изправен храст или малко дърво; дълги иглички – 8–20(–27) mm; дребни шишарки – 5–8 mm, обикновено по-къси от игличките; среща се при на малки до средни географски ширини в умерения пояс.
  - Juniperus communis subsp. communis var. communis – Европа, по-голямата част от Северна Азия
  - Juniperus communis subsp. communis var. depressa Pursh – Северна Америка
  - Juniperus communis subsp. communis var. hemisphaerica (J.Presl & C.Presl) Parl. – планините в Средиземноморието
  - Juniperus communis subsp. communis var. nipponica (Maxim.) E.H.Wilson – Япония (несигурна класификация, често се разглежда като разновидност на Juniperus rigida)
- Juniperus communis subsp. alpina (Suter) Čelak. – Сибирска хвойна (syn. J. c. subsp. nana, J. c. var. saxatilis Pallas, J. sibirica Burgsd.). Обикновено разпрострян по земята храст; къси иглички – 3–8 mm; големи шишарки – 7–12 mm, обикновено по-дълги от игличките; среща се в субарктичния пояс и при големи надморски височини в умерения пояс.
  - Juniperus communis subsp. alpina var. alpina – Гренландия, Европа и Азия
  - Juniperus communis subsp. alpina var. megistocarpa Fernald & H.St.John – Източна Канада (разграничаването от var. alpina е спорно)
  - Juniperus communis subsp. alpina var. jackii Rehder – западните части на Северна Америка (разграничаването от var. alpina е спорно)

Някои ботаници разглеждат subsp. alpina като таксон от по-нисък ранг – Juniperus communis var. saxatilis Pallas или Juniperus communis var. montana. Други класификации, главно в Източна Европа и Русия, понякога приемат сибирската хвойна за отделен вид - J. sibirica Burgsd. (syn. J. nana Willd., J. alpina S.F.Gray).

## Употреба
Обикновената хвойна се използва в градинарството като декоративен храст, но е твърде дребна за промишлено производство на дървен материал. В Скандинавия дървесината на хвойната традиционно се използва за изработване на малки съдове за млечни продукти, както и на дървени ножове за масло.
Стипчивите месести шишарки на хвойната са твърде горчиви, за да се ядат сурови, но изсушени се използват за подправка на месо, сосове и плънки. Обикновено те първо се натрошават, за да изпуснат аромата си. Използват се и за ароматизиране на алкохолни напитки, като джин, нидерландската и белгийска национална напитка йеневер или словашката национална напитка боровичка.
В De materia medica на Диоскорид, фармакологична енциклопедия от 1 век, шишарките на хвойната са описани като противозачатъчно средство.